# Kapverdestormsvala
Kapverdestormsvala (Hydrobates jabejabe) är en nyligen beskriven fågelart i familjen stormsvalor inom ordningen stormfåglar med omstridd systematik.

## Utbredning
Kapverdestormsvalan häckar i ögruppen Kap Verde utanför västra Afrika, känd från öarna Cima, Branco, Raso och möjligen även småöarna Pássaros och Curral Velho utanför Boa Vista. Den kan också häcka i små antal utmed kusten av några av huvudöarna. liksom på Santa Luzia. 
Fågeln är observerad i Kap Verdeöarna året runt utom i juli. Troligen är det då dessa fåglar som ses regelbundet utanför Västafrikas kust.

## Systematik
Fram tills nyligen behandlades arten tillsammans med den i Azorerna häckande azorstormsvalan (Hydrobates monteiroi) som en del av oceanstormsvalan (H. castro). Numera anses den dock utgöra en distinkt utvecklingslinje och de båda internationella taxonomiska auktoriteterna Clements et al och IOC behandlar den som en egen art, sedan 2022 även svenska BirdLife Sveriges taxonomikommitté.
Bolton (2007) visade att kapverdestormsvalan inte svarar på läten från azorstormsvalan Vidare har genetiska studier av Friesen et al (2007) dels funnit att det inte finns något genflöde mellan kapverdestormsvalan och övriga populationer i castro-komplexet, dels att jabejabe skilde sig från resten (inklusive azorstormsvalan) för cirka 350 000 år sedan.

### Släktestillhörighet
Tidigare placerades arten i släktet Oceanodroma. DNA-studier visar dock att stormsvalan (Hydrobates pelagicus) är inbäddad i det släktet. Numera inkluderas därför arterna Oceanodroma i Hydrobates, som har prioritet.

## Utseende
Kapverdestormsvalan är en typisk stormsvala med mörk kropp och vit övergump. Den är mycket lik oceanstormsvalan (se denna) och ingen studie har ännu utförts som ännu visat på diagnostiska morfologiska skillnader.

## Häckning
Arten häckar från januari till juni i klippskrevor eller bohål nära kusten, ofta i sällskap av andra stormfåglar. Ibland utnyttjar den använda bon utgrävda av fregatthavslöparen (Pelagodroma murina).  Häckplatserna besöks enbart nattetid.

## Status och hot
Kapverdestormsvalan tros minska i antal, dock inte tillräckligt kraftigt för att den ska betraktas som hotad. Internationella naturvårdsunionen IUCN kategoriserar därför arten som livskraftig (LC). Världspopulationen uppskattas till mellan 15 500 och 67 500 vuxna individer.

## Namn
Fågelns vetenskapliga artnamn kommer av Jabe jabe, ett lokalt namn för fågeln.